# Villa Hartmann (Dresden)

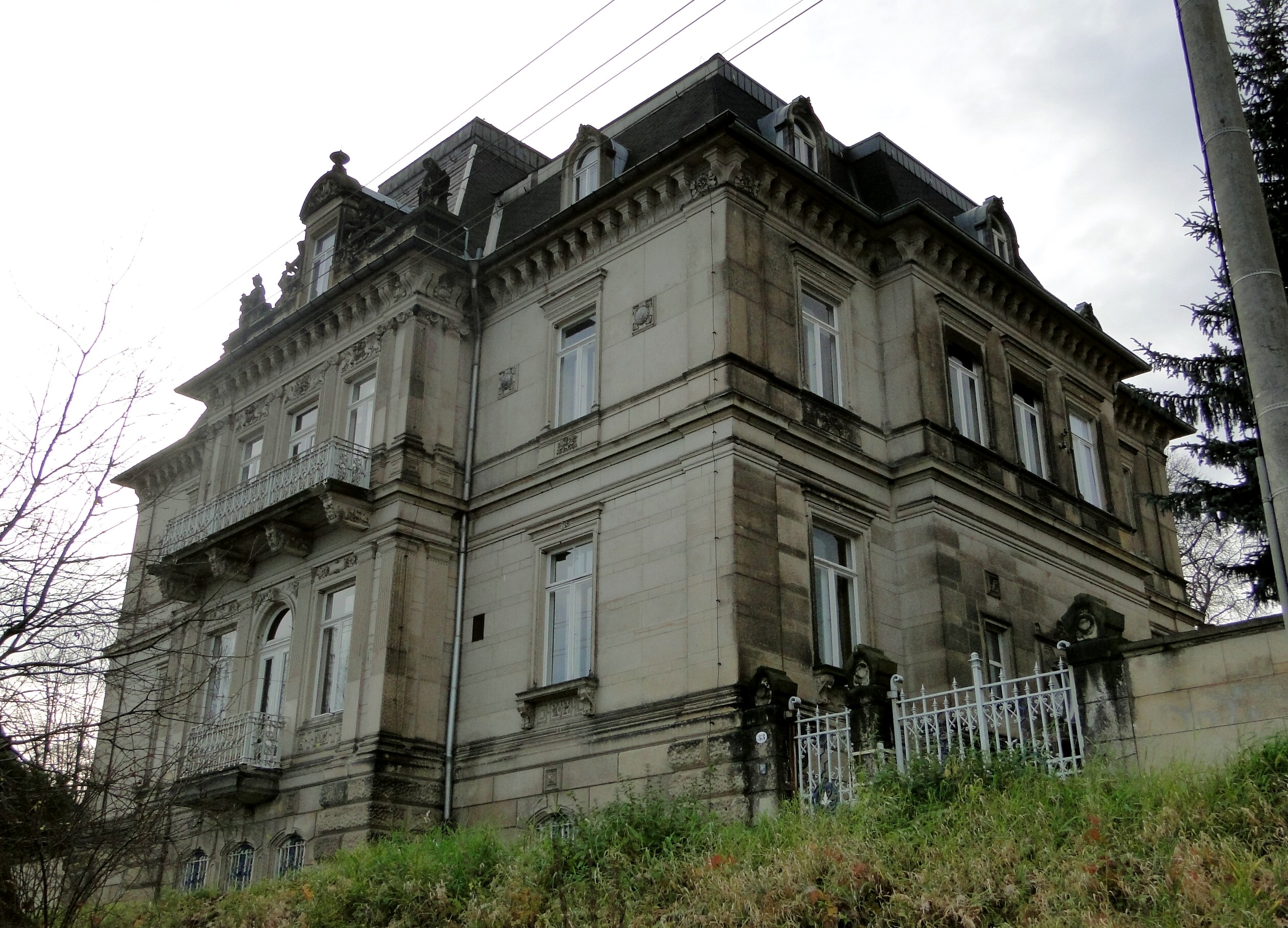
Villa Hartmann (2009)

Die Villa Hartmann, auch Hartmannsche Villa, ist ein unter Denkmalschutz stehendes, großbürgerliches Wohnhaus am Laubegaster Ufer 33 im Dresdner Stadtteil Laubegast. Sie gilt als „ein besonders gelungenes Exemplar Dresdner Villen der Gründerzeit“ und ist „eine der wenigen erhaltenen anspruchsvollen Villen der Gründerzeit“.

## Geschichte

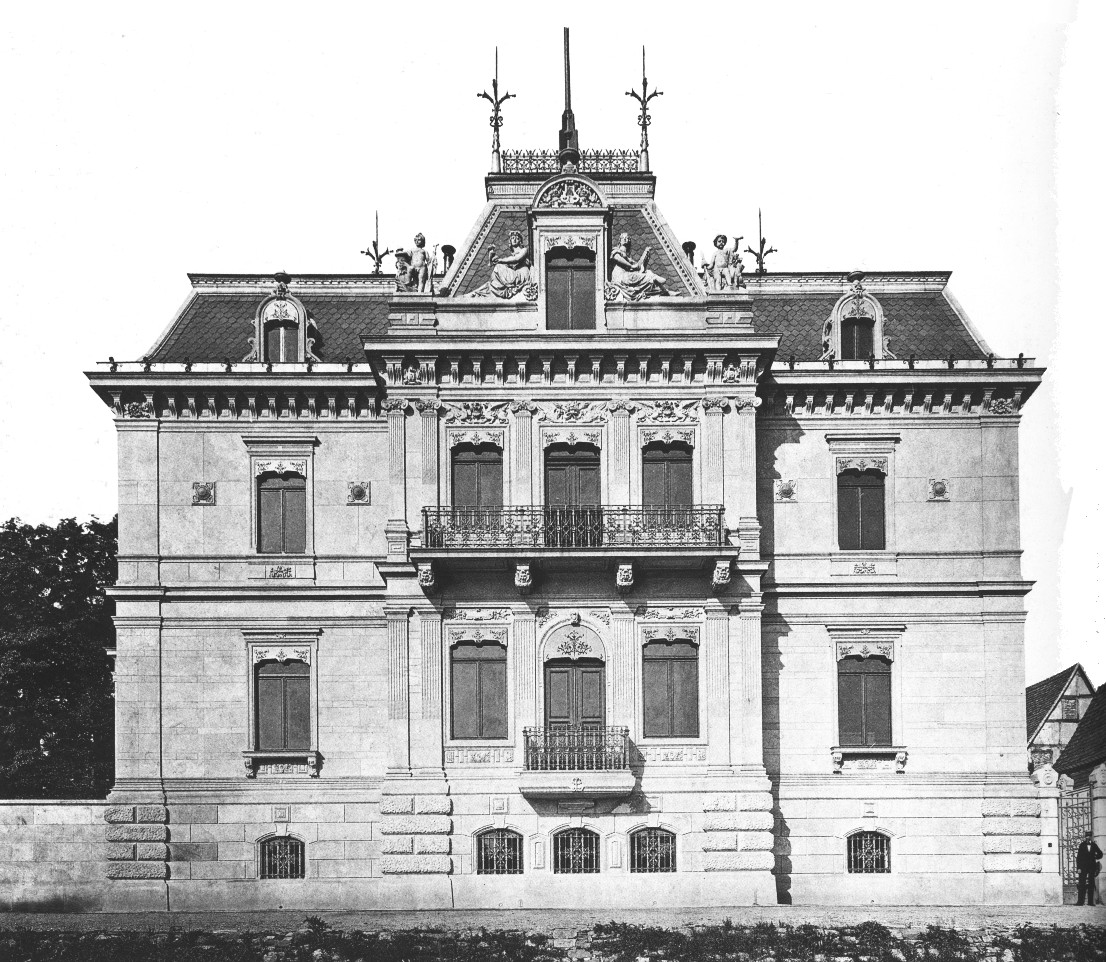
Villa Hartmann (um 1875)

Die Villa Hartmann wurde von 1874 bis 1877 von den Architekten Max Hübner und Rudolph Baron für den Chemnitzer Maschinenfabrikanten und Eisenbahnpionier Richard Hartmann als Sommersitz errichtet. Nach dem Tod Richard Hartmanns im Jahr 1878 lebte ab 1881 sein Sohn Gustav Hartmann in der Villa. Ein Enkel Richard Hartmanns gründete im Garten und im Palmenhaus der Villa die Creutz-Film-Gesellschaft, die später in Saxonia-Film umbenannt wurde. Strom für die Filmproduktion wurde durch Anzapfen aus der Straßenbahn-Oberleitung bezogen, sodass meist nachts gedreht wurde. Es entstanden zu dieser Zeit Stummfilme, so wurde 1920 in der Villa der Film Der Geiger von Meißen mit Erich Ponto, Hedda Lembach und Alexander Wirth gedreht. Später folgten Werbefilme. Der Schwede Sven Berglund produzierte in der Villa erste Lichttonfilme.
Im Jahr 1940 zog in die Villa ein Privatkindergarten ein. Bis 1945 diente sie zudem als Quartier der Laubegaster Schule. Im Jahr 1946 kaufte das Land Sachsen die Villa von der letzten Eigentümerin und nutzte das Haus von 1953 bis 2005 als Kindertagesstätte und Grundschulhort. Von 1982 bis 1983 wurde das Gebäude im Inneren restauriert. Heute befindet sich das Gebäude wieder in Privatbesitz.

## Baubeschreibung

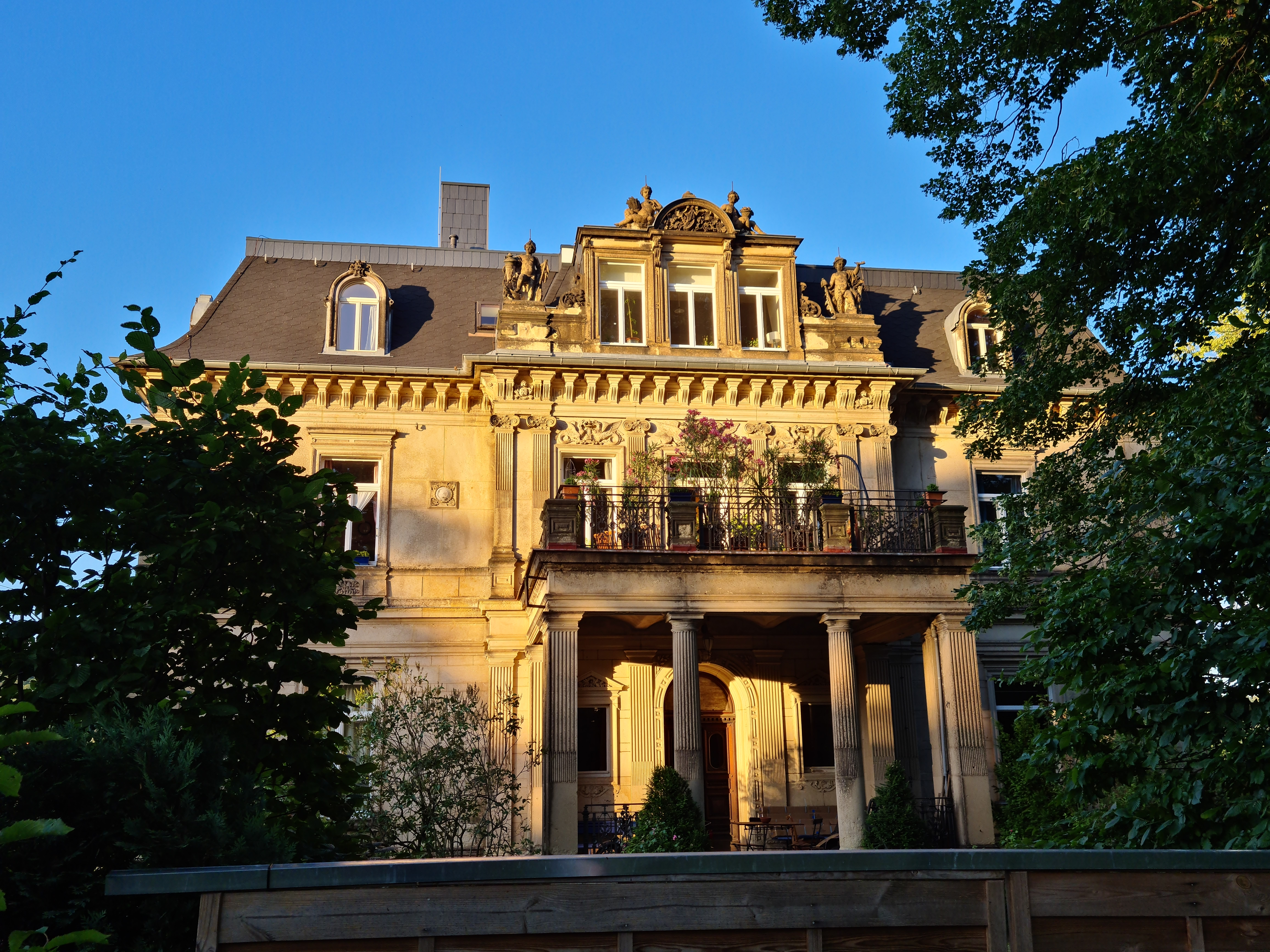
Villa Hartmann Dresden, Elbabgewandte Seite

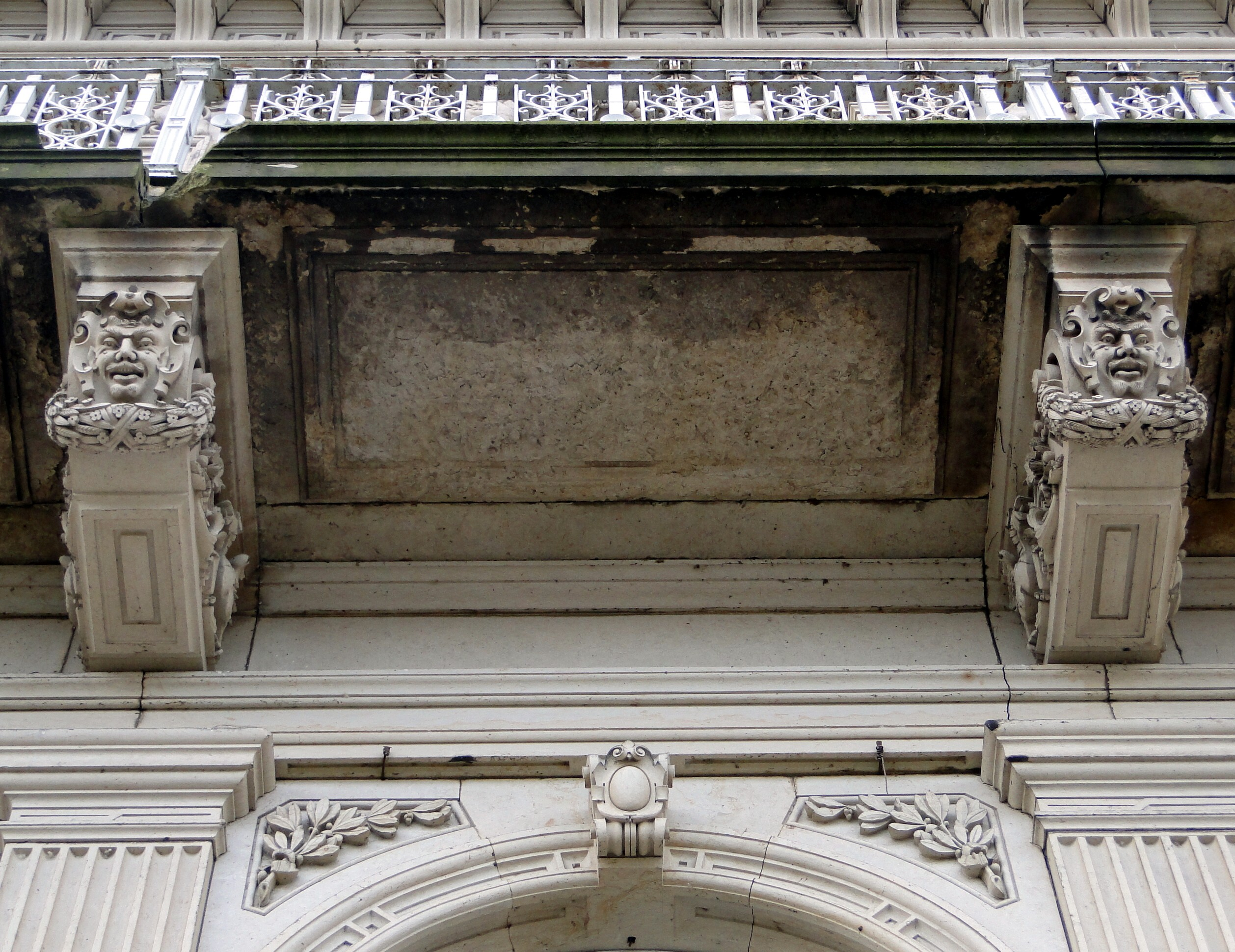
Villa Hartmann, Fassadendetail

Die Villa Hartmann ist eine im Stil der Neorenaissance mit Einflüssen des französischen Barocks erbaute, zweigeschossige Villa, die im Aufbau das Nachwirken von Gottfried Sempers Villa Rosa zeigt. Der „Grundriß nach dem Schema der Dresdner Schule“ wird zusätzlich „durch Erkervorbauten [bereichert]“.
Die streng symmetrische Villa, deren Fassaden vollständig aus Sandstein ausgeführt wurden, ist fünfachsig gegliedert, wobei jeweils drei Fensterachsen die Mittelrisalite bilden. Diese werden durch Dachausbauten mit Sandsteinfiguren zusätzlich betont. Die Sandsteinfiguren wurden von Bildhauer Friedrich Rentsch entworfen und von Bildhauer Franz Schwarz ausgeführt. Leider sind diese derzeit dem Verfall durch Witterung preisgegeben und benötigen dringend eine Restaurierung. Die östliche Hauptseite an der Elbe ist plastisch reich im Stil des französischen Barock geschmückt; die Fenster werden von Pilastern flankiert und besitzen Balkone, die über eine bzw. drei Fensterachsen gehen. Die elbabgewandte Gartenseite wird durch einen tiefen Söller dominiert.

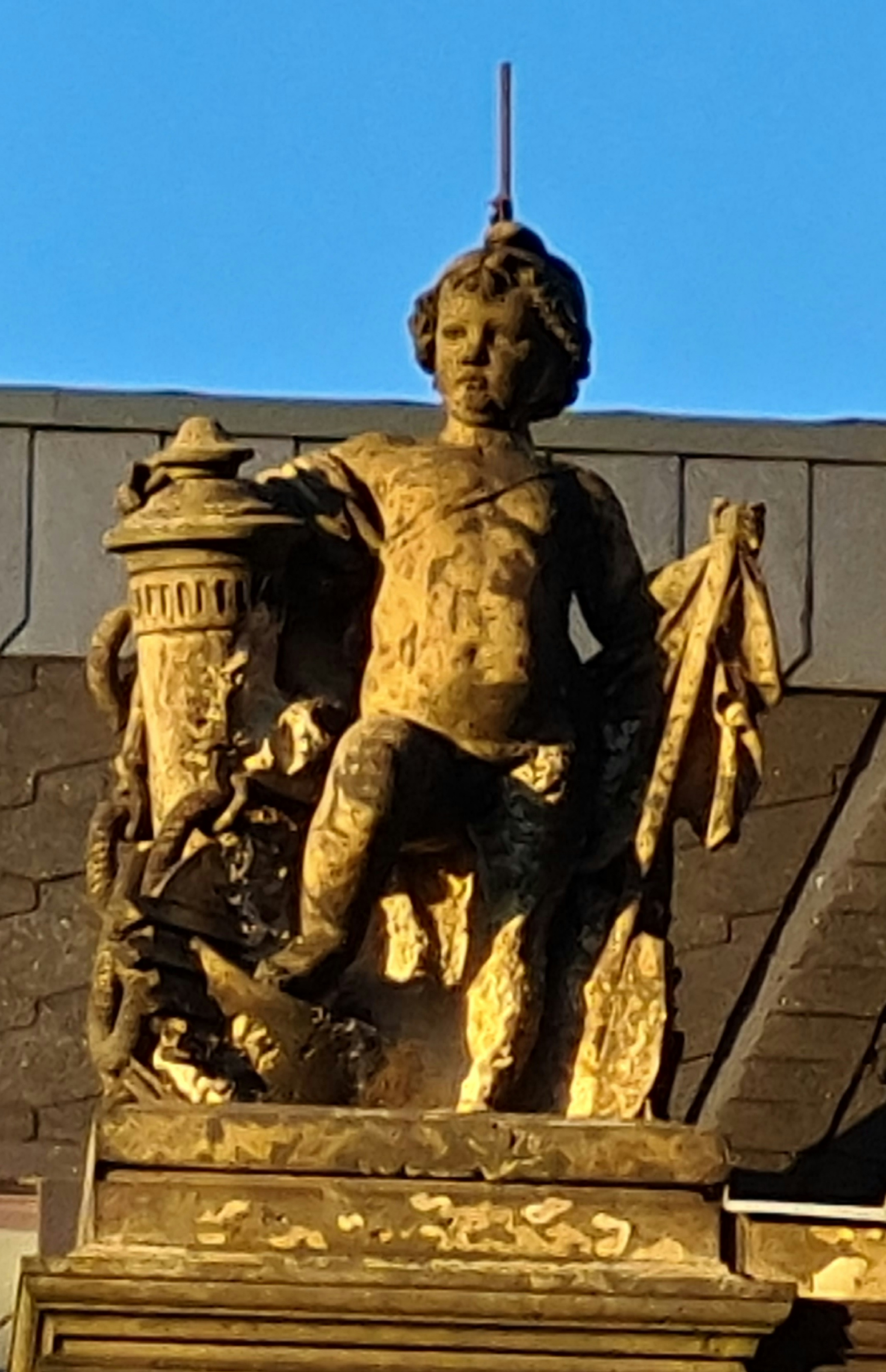
Villa Hartmann Dresden, Skulpturen

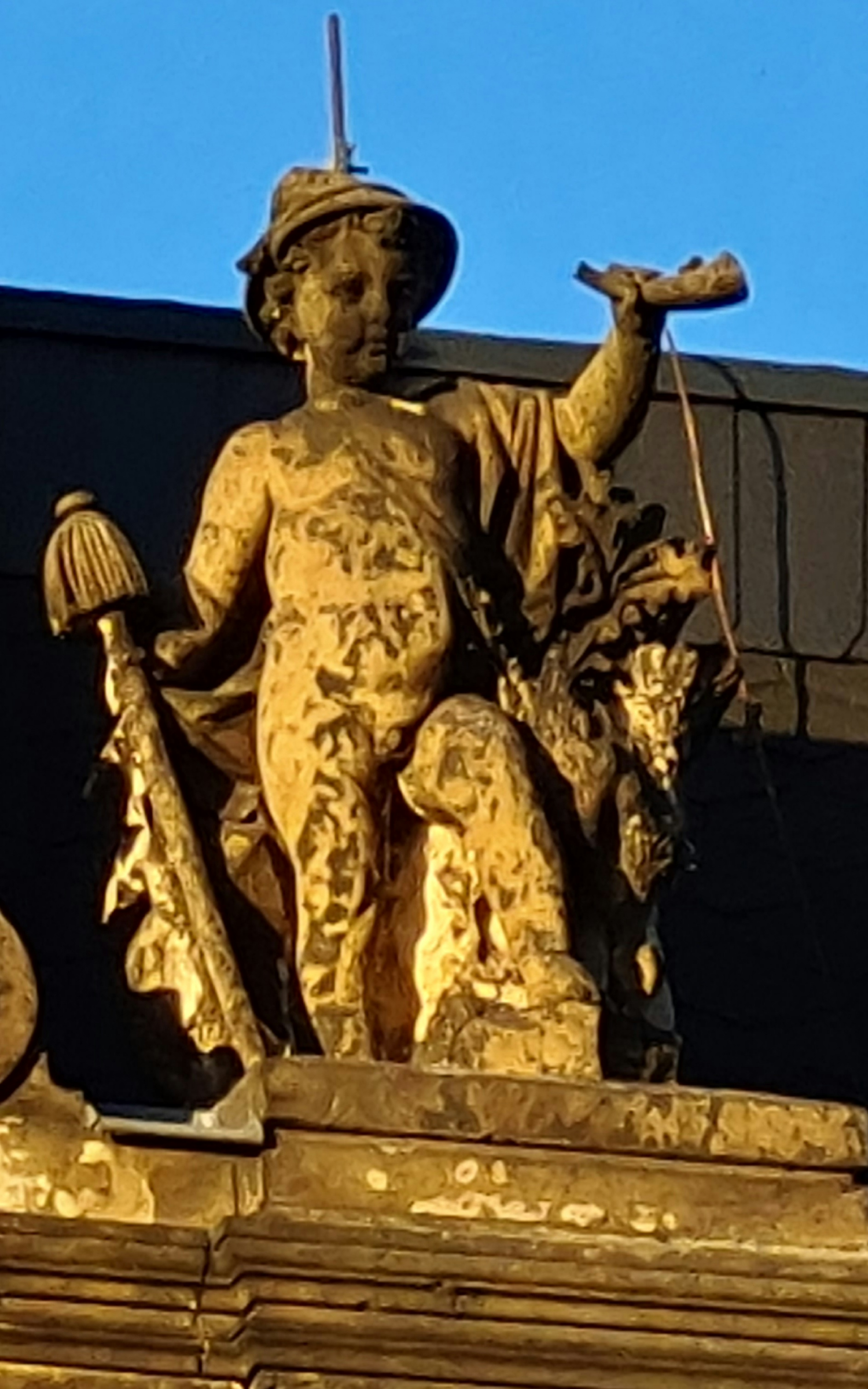
Villa Hartmann Dresden, Skulpturen

Die Villa Hartmann besitzt „über dem ausgeprägten Kranzgesims“ ein markantes, steiles Mansardwalmdach, das von Architekten um 1870 „als französisch empfunden…“ und in einigen Dresdner Villen und Reihenhäusern umgesetzt wurde.
Im Inneren sind die Zimmer der Villa um ein Vestibül angelegt, dass über eine runde Deckenöffnung mit 3,5 Meter hoher Glaskuppel mit Tageslicht beleuchtet wird. Das untere Vestibül ist in den Zwickeln mit vier runden Tafelgemälden geschmückt, die die vier Töchter Hartmanns als die „Vier Jahreszeiten“ zeigen. Die „Malereien im pompejanischen Stil“ in Vestibül, Erdgeschoss und Treppenhaus gleichen dem Stil und den Motiven der Gemälde der zweiten Dresdner Semperoper, die zeitgleich mit der Villa Hartmann zwischen 1871 und 1878 erbaut wurde. Die Gemälde werden daher Wilhelm Andreas Schaberschul zugeschrieben, der auch die Gemälde der Semperoper geschaffen hatte.
Im Stil der Neorenaissance wurden die Räume mit Marmor und Stuckmarmor versehen und durch Pilaster gegliedert. Fenster und Türen wurden aus Eichenfurnier gefertigt. Um 1900 erhielt das Treppenhaus, das eine reich bemalte Kassettendecke besitzt und über ein aufwändig gestaltes Portal betreten wird, Kunstverglasungen, die wie Teile des Treppenhauses malerisch im Jugendstil ausgeschmückt wurden.